# سیستا شورز (تگزاس)
سیستا شورز (به انگلیسی: Siesta Shores) یک منطقهٔ مسکونی در ایالات متحده آمریکا است که در شهرستان زاپاتا، تگزاس واقع شده‌است. سیستا شورز ۱٬۳۸۲ نفر جمعیت دارد و ۱۱۴ متر بالاتر از سطح دریا واقع شده‌است.